# クオータ制
クオータ制（クオータせい、英: quota system）とは、人種や性別、宗教などを基準に、一定の比率で人数を割り当てる制度のこと。
例えば、民主主義の帰結として国民構成を反映した政治が行われるよう、国会・地方議会議員などの政治家や、国・地方自治体の審議会、公的機関の議員・委員の人数を制度として割り当てることである。1つの例としては、社会に残る男女の性差別による弊害や格差を解消していくために、政策決定の場の男女の比率に偏りを減らすようにする仕組みなどである。
なお、クオータ（quota）とは、ラテン語に由来する英語で「割り当て、分担、取り分」などの意味である。また、貿易においては、特定品目の輸入数量を割り当てる制度（輸入割当制）に対しても用いられる。

## 発祥と普及
クオータ制の発祥地はノルウェーである。オスロ大学の教授でノルウェー左派社会党の党首を務めたベリット・オースが、新政党設立の際に党首就任を承諾する条件として、かねてより論じていた仕組み（＝クオータ制）の採用を提示したのが始まりである。産業革命によって農村地域から都市地域へと人口が大移動した際に、農村地域の代表を確保するために実施されていた「地域」割り当て制を「男女」に適用した。
1978年に制定されたノルウェーの男女平等法には、「公的機関が4名以上の構成員を置く委員会、執行委員会、審議会、評議員会などを任命または選任するときは、それぞれの性が構成員の40%以上選出されなければならない。4人以下の構成員を置く委員会においては、両性が選出されなければならない」（数値は1988年に改正）とある。1986年には、グロ・ハーレム・ブルントラント首相と共に4割以上の閣僚が女性という「女の内閣誕生」として、全世界に報道された。日本でも新聞各社によって写真入りで報道された。
その後デンマークやスウェーデンなどの北欧諸国に浸透していき、そこから平等な民主主義国家を目指す世界各国へと普及していった。

## クオータ制を採用している国
※2024年12月時点
- 議員候補などのクオータ制を政党が綱領にしている国：73か国163政党
- 国会議員のクオータ制を憲法で定めている国：14か国（準備中3か国）
- 国会議員のクオータ制を選挙法で定めている国：38か国（準備中3か国）
- 地方議会議員のクオータ制を憲法・法律で定めている国：30か国

これまでに，法律により取締役会におけるクオータ制を導入した国として，イスラエル，ノルウェー，スペイン，オランダ，アイスランド，フランスがあり、国・地方議会議員へのクオータ制を憲法、選挙法、政党のいずれか、または重複して実施している国は98か国ある。
北欧など民主主義の先進国では、1970年代から各政党が次々と綱領に取り入れて、選挙候補者などで実施している。軍隊を持たない国として有名なコスタリカは、地方議会へのクオータ制を法で定めているだけだが、国会の38.6%が女性議員になっている。48.8%と世界一の女性国会議員割合になったルワンダのように、殺戮の動乱後に国連などの指導で、クオータ制を憲法に組み込む国もある。
欧州諸国の中で女性の政治参画が遅れているフランスでは2000年、パリテ（「完全なる平等」を意味する）法を作り、国・地方議会で女性議員が増加中である。法施行後の2001年の統一地方選挙では、22%だった女性議員割合が47.5%に一挙に増えた。2002年の国政選挙では、地方議会とは選挙制度の仕組みの違いもあり12.2%とあまり増えていない。しかし、2007年の選挙では18.3%と効果が出始めた。また、同年に実施された大統領選挙後の内閣は男女半数で構成されている。
フランスがパリテを作ったのは、ベルリンの壁が崩れ（1989年）、民主主義とは何かを問うところから始まった。直接的な引き金は、国連による政界などへの女性進出調査（GEM指数）の順位がEUの中でギリシャ以下になったことだという。ちなみに1997年のGEMでフランスは41位と日本の34位以下になっていた。
　

### OECD30か国の状況
経済協力開発機構（OECD）加盟30か国のうちでは、スウェーデン、フィンランド、ノルウェー、デンマーク、オランダ、スペイン、ベルギー、オーストリア、アイスランド、ドイツ、スイス、オーストラリア、ルクセンブルク、メキシコ、ポルトガル、カナダ、ポーランド、イギリス、フランス、ハンガリー、イタリア、スロバキア、チェコ、韓国、アイルランド、ギリシャの26か国の政党が採用している。
その中でもスウェーデン（45.3%）、デンマーク（36.9%）、ノルウェー（37.9%）、フィンランド（37.5%）、オランダ（36.7%）、ドイツ（31.8%）などはみな、女性の国会議員が31%以上いる国々である。
ノルウェー、フィンランド、フランスなどについで、2008年4月、スペインでも閣僚の半数が女性の内閣が誕生した。
女性の政治参画が遅れている韓国（13.4%）やギリシャ（13.0%）はクオータ制を含んだ法整備済みである。2004年4月まで韓国の女性国会議員割合は日本以下だったが、クオータ制を採用後は日本の9.4%を追い抜いている。イタリア（17.3%）、ドイツ（既に30%を超えている）が法整備の準備中。
ニュージーランド、アメリカ合衆国、日本、トルコの残り4か国では、採用していないか野党の一部が採用しているだけとなっている。
1893年に世界初の女性参政権を確立したニュージーランド（32.2%）は、あえてクオータ制を必要としない国かもしれない。だが、未だ一部州の批准がなくて男女平等が憲法に明記できないアメリカ合衆国（15.2%）、OECDの中で女性議員の少ないトルコ（4.4%）や日本（9.4%）などは、各国を見習ってクオータ制を採用する余地があるといえる。しかし、上述のようにクオータ制そのものを割り当て対象層以外に対する（例えば男女差別解消のためにクオータ制を採用した場合、女性以外のマイノリティを特別扱いしないという）差別であると見なす見解や、選挙の得票を議席にそのまま反映させるべきという主張、政策や教育などで対応すれば制度面で無理にマイノリティ枠を創る必要はないという指摘もある。
なお日本においては、2010年12月に閣議決定された「第3次男女共同参画基本計画」によって性別に関するクオータ制の強力な推進が予定されており、特に政策・方針決定過程への女性の参画の拡大として、2020年までに政治家・公務員・管理職・役員・大学教授等指導的立場にある者の30%を女性にするという目標が掲げられている。計画の結果、2013年度に採用された国家公務員の女性率は26.8％、その中で総合職事務系の女性率は27.3％に達したとされ、政府は2015年度の両区分における女性採用率を、目標値の30％に引き上げるよう指示した。一方、2013年現在の衆議院議員にしめる女性率は7.9％に落ち、参議院議員を含めた全国会議員のうちの女性率も11.4％にとどまっている。

## 意見
プラド・夏樹によると、フランスではクオータ制に懐疑的な意見が多いという。フランスのおける典型的な反対意見は「クオーター制は、肌の色・民族・宗教を基準としたコミュニティーの価値を重んじるアングロサクソン系のコミュニタリアニズムでの制度であり、フランスの普遍主義に相反する」だという。クオータ制は障害者枠や人種枠など様々な枠があるが、フランスで特に激しい論争となるのは女性枠とされる。
また、クオータ制により女性の権利が阻害されているとの意見もある。 2020年12月、パリ市は「管理職の人事で男女どちらかの比率が60％を超えてはならない」と定めた2013年の規則に違反したという理由で罰金を払う事になった。イダルゴ市長（女性）氏は、「この罰金は明らかにばかげており、不公平かつ無責任で危険だ」と真剣な口調で語り、「フランス国内のいたるところに存在する遅れはいまだ非常に大きく、フランスの女性は積極的に」昇進されるべきだと述べたという。
アメリカでは、2023年に連邦最高裁判所が大学入試における人種考慮について憲法違反だとする判断を下し、45年前に合憲とした判断を覆した（公平な入学選考を求める学生たち対ハーバード事件）。これにより黒人やヒスパニックの割合が減少し、白人やアジア人の割合が増加する可能性があるという。この判断に対しては、人種差別解消のために進められてきた取り組みを逆行させるものだという批判もある。

## 関連書籍
- 辻村みよ子、三浦まり、糠塚康江、三成美保、大山礼子、川橋幸子ほか 著、辻村みよ子、三浦まり、糠塚康江 編『女性の参画が政治を変える―候補者均等法の活かし方』信山社出版、2020年2月29日。ISBN 978-4797286465。
- 『ママは大臣パパ育児』（三井マリ子、明石書店）
- 『男を消せ! - ノルウェーを変えた女のクーデター』（三井マリ子、毎日新聞社）
- 『男女同権は女性を幸福にしない』（山下悦子、PHP研究所）
- 『日本の男性の人権』（山本弘之、星雲社）